# Dynastie des Muhammad Ali

Wappen der Dynastie

Die Dynastie des Muhammad Ali ist eine ägyptische Adelsdynastie, die nach ihrem Begründer Muhammad Ali Pascha benannt ist. Sie stellte von 1805 bis 1953 die Herrscher Ägyptens und des Sudan. Unter ihrer Herrschaft stieg Ägypten als formeller Vasall des Osmanischen Reichs zur bedeutenden Macht der arabischen und islamischen Welt auf und beherrschte zeitweise große Teile des Nahen Ostens, Nord- und Ostafrikas. Das Land erlebte dabei zahlreiche Kriege (unter anderem zwei Weltkriege) und wichtige soziale und politische Reformen. 1922 erlangte das Land als Königreich Ägypten unter der Dynastie seine Unabhängigkeit und wurde zum ersten Industriestaat Afrikas.
Die Dynastie herrschte bis zu ihrem Sturz 1952/53 mit insgesamt elf Monarchen, welche die Titel Wālī, Khedive, Sultan und König trugen.

## Geschichte

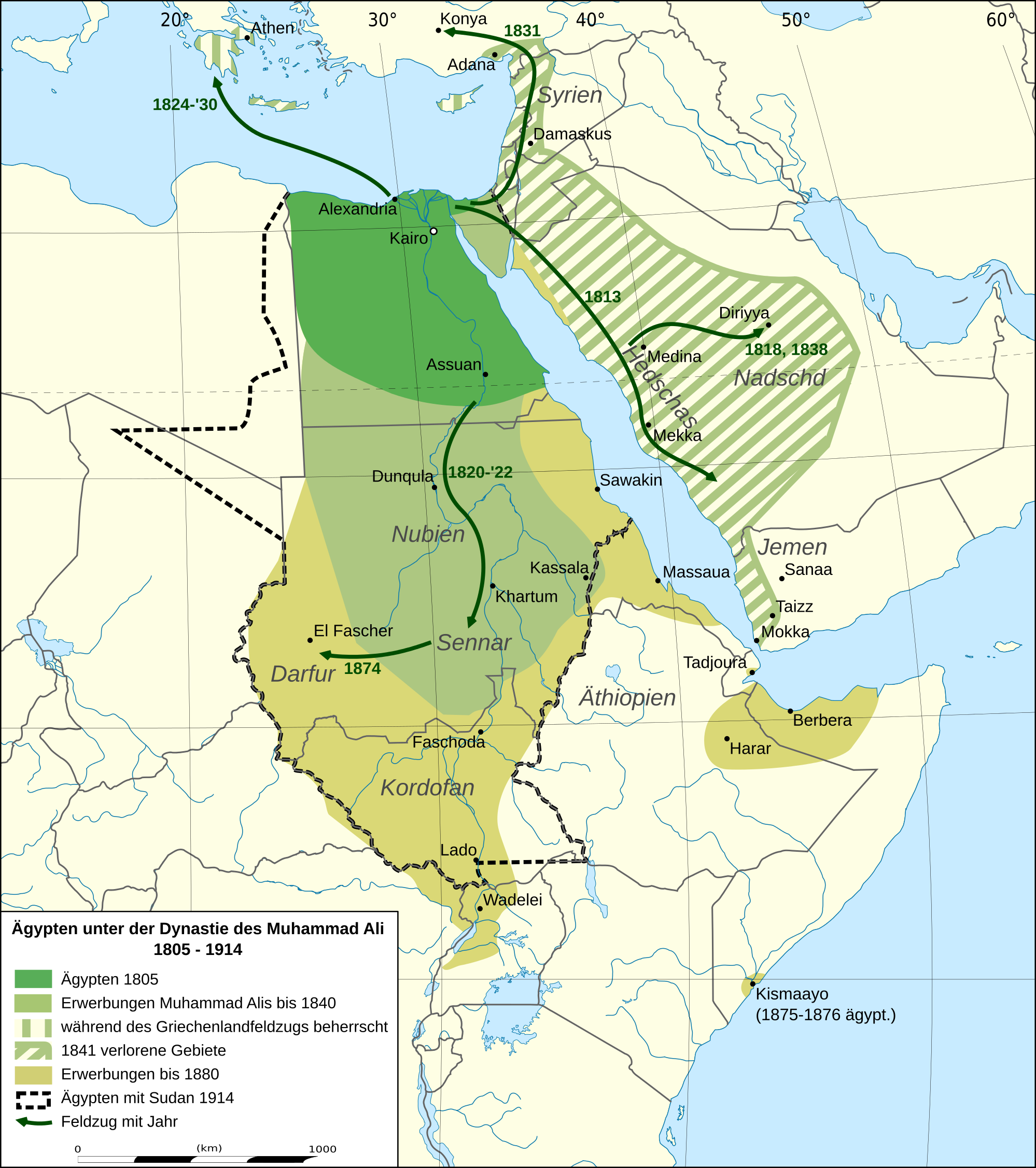
Ägypten von 1805 bis 1914

Nach der Ägyptischen Expedition Napoleons und dem Abzug der letzten französischen Truppen 1801 brachen in der osmanischen Provinz Ägypten heftige Machtkämpfe aus. In diesen setzt sich Muhammad Ali Pascha als Wali (Gouverneur) durch. Durch die Befriedung des Landes und den Ausbau der Bewässerungssysteme kam es wieder zu einem Wirtschaftsaufschwung, der auch durch den Versuch einer staatlichen Industrialisierung gefördert wurde. Nach einem Massaker in Kairo, bei dem Muhammad Ali Pascha 1811 die Mamluken als Machtfaktor in Ägypten ausschaltete, wurde eine moderne Verwaltung aufgebaut.
Mit dem neu gebildeten ägyptischen Heer wurden die Wahhabiten in Arabien im Osmanisch-saudischen Krieg (1811–1818) geschlagen und der Sudan erobert (1820–1823). Während des griechischen Aufstandes (1822–1827) war der osmanische Sultan gezwungen, die modernen Truppen des ihm verhassten Vasallen Muhammad Ali zu Hilfe zu rufen. Trotz dessen Unterstützung musste das Osmanische Reich 1830 Griechenland in die Unabhängigkeit entlassen, nachdem eine britisch-französischen Flotte zu Gunsten der Aufständischen eingegriffen hatte. Um den politischen und wirtschaftlichen Aufstieg Ägyptens abzusichern, begann 1831 die Invasion in Palästina und Syrien, wobei das ägyptische Heer unter Ibrahim Pascha, dem Sohn Muhammad Alis, nach mehreren Siegen über die osmanische Armee durch Anatolien auf Istanbul vorstieß. Zwar musste sich Ibrahim Pascha wieder zurückziehen, konnte aber Syrien und Kilikien behaupten. Erst eine Intervention der europäischen Mächte im Jahr 1840 zwang Muhammad Ali Pascha zum Rückzug aus Syrien und Palästina. Allerdings mussten ihn die Osmanen 1841 als erblichen Wali in Ägypten anerkennen. 1867 wurde der Wali Ismail Pascha, gegen die Verdoppelung des Tributs, von Sultan Abdülaziz zum Khediven (Vizekönig) erhoben.
Unter den folgenden Khediven kam es zu einer zunehmenden europäischen Durchdringung der ägyptischen Wirtschaft und Kultur. Die starke Orientierung auf den Export von Baumwolle führte zur Bildung von Großgrundbesitz, was wiederum zu einer verstärkten Landflucht führte. Nachdem 1869 der Sueskanal eröffnet worden war, gewann Ägypten für die europäischen Mächte große strategische Bedeutung, was zu stärkeren Einmischungen führte. Außerdem war Ägypten, auch durch die verfehlte Finanzpolitik unter Ismail Pascha, gezwungen, seine Anteile am Sueskanal an Großbritannien zu verkaufen. Nach dem faktischen Staatsbankrott wurde eine internationale Finanzaufsicht unter britischer Leitung gebildet.
Gegen die europäische Durchdringung richtete sich die Urabi-Bewegung (1881–1882), die von Offizieren der ägyptischen Armee getragen wurde. Dies wurde von Großbritannien genutzt, um Ägypten 1882 militärisch zu besetzen und die Urabi-Bewegung zu zerschlagen (siehe auch: Britische Herrschaft in Ägypten). Nun wurde die Politik des Landes vor allem durch den britischen Generalkonsul bestimmt, auch wenn das Osmanische Reich bis zur Ausrufung des britischen Protektorats Sultanat Ägypten zu Kriegsbeginn 1914 formell noch über Hoheitsrechte verfügte. Der seit 1917 regierende Sultan Fu'ād I. wurde nach der Ausrufung der Unabhängigkeit Ägyptens 1922 König.
Nach dem Tod Fu'āds im Jahr 1936 nahm sein Sohn Faruq starken Einfluss auf die Tagespolitik. Seine Regierungszeit war von Korruption und einer widersprüchlichen Außenpolitik geprägt, die zwischen einer Anlehnung an die faschistischen Diktaturen in Europa und die westlichen demokratischen Staaten schwankte und am Vorabend des Zweiten Weltkriegs Ägypten letztendlich in die Isolation führte. 1940 wurde Ägypten von Großbritannien besetzt. Das Land war dabei Schauplatz in einem Mehrfrontenkrieg, erst 1942 konnten die britischen Truppen die seit 1940 drohende Invasion durch die Achsenmächte in der Zweiten Schlacht von El Alamein abwehren. Die Vorgänge verbunden mit einer wirtschaftlichen Krise führten zu einem starken Rückhaltverlust der Monarchie in der Bevölkerung und dem Militär.

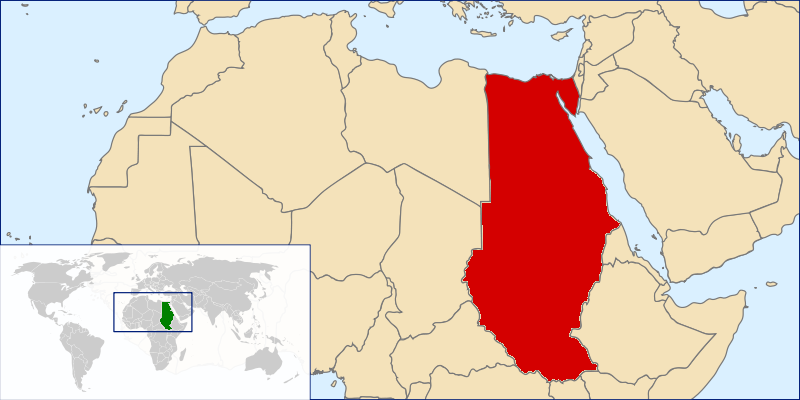
Königreich Ägypten von 1922 bis 1953

Die nach der Niederlage im Palästinakrieg gegen Israel 1948/49 zunehmende Unterdrückung der Opposition führte zu starken gesellschaftlichen Spannungen, die 1952 in der „Revolution des 23. Juli“  zum Sturz Faruqs führten. Die darauffolgende Diktatur des Militärs unter der formalen Herrschaft des minderjährigen Fu'ād II. führte zu einer verstärkten Anlehnung an die Sowjetunion und zum Erstarken des arabischen Nationalismus. Am 18. Juni 1953 wurde die Monarchie abgeschafft.

## Herrscher aus der Dynastie des Muhammad Ali
Walis
- Muhammad Ali (9. Juli 1805 – 1. September 1848)
- İbrahim (1. September 1848 – 10. November 1848)
- Abbas I. (10. November 1848 – 13. Juli 1854)
- Said (13. Juli 1854 – 18. Januar 1863)
- Ismail (18. Januar 1863 – 8. Juni 1867)

Khediven
- Ismail (8. Juni 1867 – 26. Juni 1879)
- Tawfiq (26. Juni 1879 – 7. Januar 1892)
- Abbas II. (8. Januar 1892 – 19. Dezember 1914)

Sultane
- Hussein Kamil (19. Dezember 1914 – 9. Oktober 1917)
- Fu'ād I. (9. Oktober 1917 – 16. März 1922)

Könige
- Fu'ād I. (16. März 1922 – 28. April 1936)
- Faruq (28. April 1936 – 26. Juli 1952)
- Fu'ād II. (26. Juli 1952 – 18. Juni 1953)

### Stammtafel
|                           |                         |                         |                         |                         |                         |  |  | 1. Muhammad Ali (1805–1848) |                          |                          |                          |                          |                          |  |  |                              |                              |                              |                              |                              |                              |  |  |  |  |  |  |  |  |  |  |  |  |  |  |  |  |  |  |
|                           |                         |                         |                         |                         |                         |  |  |                             |                          |                          |                          |                          |                          |  |  |                              |                              |                              |                              |                              |                              |  |  |  |  |  |  |  |  |  |  |  |  |  |  |  |  |  |  |
|                           |                         |                         |                         |                         |                         |  |  |                             |                          |                          |                          |                          |                          |  |  |                              |                              |                              |                              |                              |                              |  |  |  |  |  |  |  |  |  |  |  |  |  |  |  |  |  |  |
| 2. İbrahim (1848)         | 2. İbrahim (1848)       | 2. İbrahim (1848)       | 2. İbrahim (1848)       | 2. İbrahim (1848)       | 2. İbrahim (1848)       |  |  | 4. Said (1854–1863)         | 4. Said (1854–1863)      | 4. Said (1854–1863)      | 4. Said (1854–1863)      | 4. Said (1854–1863)      | 4. Said (1854–1863)      |  |  | Tusun –                      | Tusun –                      | Tusun –                      | Tusun –                      | Tusun –                      | Tusun –                      |  |  |  |  |  |  |  |  |  |  |  |  |  |  |  |  |  |  |
| 2. İbrahim (1848)         | 2. İbrahim (1848)       | 2. İbrahim (1848)       | 2. İbrahim (1848)       | 2. İbrahim (1848)       | 2. İbrahim (1848)       |  |  | 4. Said (1854–1863)         | 4. Said (1854–1863)      | 4. Said (1854–1863)      | 4. Said (1854–1863)      | 4. Said (1854–1863)      | 4. Said (1854–1863)      |  |  | Tusun –                      | Tusun –                      | Tusun –                      | Tusun –                      | Tusun –                      | Tusun –                      |  |  |  |  |  |  |  |  |  |  |  |  |  |  |  |  |  |  |
| 5. Ismail (1863–1879)     | 5. Ismail (1863–1879)   | 5. Ismail (1863–1879)   | 5. Ismail (1863–1879)   | 5. Ismail (1863–1879)   | 5. Ismail (1863–1879)   |  |  |                             |                          |                          |                          |                          |                          |  |  | 3. Abbas I. (1848–1854)      | 3. Abbas I. (1848–1854)      | 3. Abbas I. (1848–1854)      | 3. Abbas I. (1848–1854)      | 3. Abbas I. (1848–1854)      | 3. Abbas I. (1848–1854)      |  |  |  |  |  |  |  |  |  |  |  |  |  |  |  |  |  |  |
| 5. Ismail (1863–1879)     | 5. Ismail (1863–1879)   | 5. Ismail (1863–1879)   | 5. Ismail (1863–1879)   | 5. Ismail (1863–1879)   | 5. Ismail (1863–1879)   |  |  |                             |                          |                          |                          |                          |                          |  |  | 3. Abbas I. (1848–1854)      | 3. Abbas I. (1848–1854)      | 3. Abbas I. (1848–1854)      | 3. Abbas I. (1848–1854)      | 3. Abbas I. (1848–1854)      | 3. Abbas I. (1848–1854)      |  |  |  |  |  |  |  |  |  |  |  |  |  |  |  |  |  |  |
|                           |                         |                         |                         |                         |                         |  |  |                             |                          |                          |                          |                          |                          |  |  |                              |                              |                              |                              |                              |                              |  |  |  |  |  |  |  |  |  |  |  |  |  |  |  |  |  |  |
| 9. Fu'ād I. (1917–1936)   | 9. Fu'ād I. (1917–1936) | 9. Fu'ād I. (1917–1936) | 9. Fu'ād I. (1917–1936) | 9. Fu'ād I. (1917–1936) | 9. Fu'ād I. (1917–1936) |  |  | 6. Tawfiq (1879–1892)       | 6. Tawfiq (1879–1892)    | 6. Tawfiq (1879–1892)    | 6. Tawfiq (1879–1892)    | 6. Tawfiq (1879–1892)    | 6. Tawfiq (1879–1892)    |  |  | 8. Hussein Kamil (1914–1917) | 8. Hussein Kamil (1914–1917) | 8. Hussein Kamil (1914–1917) | 8. Hussein Kamil (1914–1917) | 8. Hussein Kamil (1914–1917) | 8. Hussein Kamil (1914–1917) |  |  |  |  |  |  |  |  |  |  |  |  |  |  |  |  |  |  |
| 9. Fu'ād I. (1917–1936)   | 9. Fu'ād I. (1917–1936) | 9. Fu'ād I. (1917–1936) | 9. Fu'ād I. (1917–1936) | 9. Fu'ād I. (1917–1936) | 9. Fu'ād I. (1917–1936) |  |  | 6. Tawfiq (1879–1892)       | 6. Tawfiq (1879–1892)    | 6. Tawfiq (1879–1892)    | 6. Tawfiq (1879–1892)    | 6. Tawfiq (1879–1892)    | 6. Tawfiq (1879–1892)    |  |  | 8. Hussein Kamil (1914–1917) | 8. Hussein Kamil (1914–1917) | 8. Hussein Kamil (1914–1917) | 8. Hussein Kamil (1914–1917) | 8. Hussein Kamil (1914–1917) | 8. Hussein Kamil (1914–1917) |  |  |  |  |  |  |  |  |  |  |  |  |  |  |  |  |  |  |
| 10. Faruq (1936–1952)     | 10. Faruq (1936–1952)   | 10. Faruq (1936–1952)   | 10. Faruq (1936–1952)   | 10. Faruq (1936–1952)   | 10. Faruq (1936–1952)   |  |  | 7. Abbas II. (1892–1914)    | 7. Abbas II. (1892–1914) | 7. Abbas II. (1892–1914) | 7. Abbas II. (1892–1914) | 7. Abbas II. (1892–1914) | 7. Abbas II. (1892–1914) |  |  |                              |                              |                              |                              |                              |                              |  |  |  |  |  |  |  |  |  |  |  |  |  |  |  |  |  |  |
| 10. Faruq (1936–1952)     | 10. Faruq (1936–1952)   | 10. Faruq (1936–1952)   | 10. Faruq (1936–1952)   | 10. Faruq (1936–1952)   | 10. Faruq (1936–1952)   |  |  | 7. Abbas II. (1892–1914)    | 7. Abbas II. (1892–1914) | 7. Abbas II. (1892–1914) | 7. Abbas II. (1892–1914) | 7. Abbas II. (1892–1914) | 7. Abbas II. (1892–1914) |  |  |                              |                              |                              |                              |                              |                              |  |  |  |  |  |  |  |  |  |  |  |  |  |  |  |  |  |  |
| 11. Fu'ād II. (1952–1953) |                         |                         |                         |                         |                         |  |  |                             |                          |                          |                          |                          |                          |  |  |                              |                              |                              |                              |                              |                              |  |  |  |  |  |  |  |  |  |  |  |  |  |  |  |  |  |  |